# Witwangfluiteend
De witwangfluiteend of witwangboomeend (Dendrocygna viduata)  komt voor in Afrika en Zuid-Amerika.

## Kenmerken
Deze boomeend is 38 tot 48 cm lang en weegt 500 tot 820 g. Kenmerkend zijn de grijze tot witte "wangen" en kruin. De hals is verder zwart van achter. De borst en buik zijn fraai kastanjebruin en de rug is bruin met okerkleurige streping en ook de buik is bruingrijs gestreept.

## Verspreiding en leefgebied
De witwangboomeend komt voor in Sub-Saharisch Afrika, op Madagaskar en in de tropische gebieden van Zuid-Amerika ten oosten van de Andes.
Het leefgebied bestaat uit een groot aantal typen drasland, zowel kunstmatig ontstaan drasland zoals rijstvelden en waterbekkens als natuurlijke zoetwatermoerassen in een verder open landschap. In Oeganda is de vogel tot op 3000 m in berggebied waargenomen.

### Leefgewoonten en voortplanting
Hij leeft altijd in groepen en is voornamelijk in de schemering en 's nachts actief. Het nest wordt van grassen gemaakt in een holle boom of op een beschutte plaats op de grond. De eieren, gemiddeld zo'n tien stuks, worden afwisselend bebroed door beide partners. De broedtijd is ongeveer vier weken. Witwangfluiteenden zijn omnivoren. Ze vinden hun voedsel zowel op het land als in het water en grondelen dikwijls de bodems van een ondiepe oever af naar kleine kreeftjes en wormpjes. Ze eten ook plantaardige kost, zoals grassen en waterplanten.

## Status
De grootte van de wereldpopulatie wordt geschat op 1,7 tot 2,8 miljoen individuen. Deze boomeend gaat in aantal vooruit. Om deze redenen staat de witwangboomeend als niet bedreigd op de Rode Lijst van de IUCN.